# کوسوتو گاکه
کوسوتو گاکه (به ژاپنی: 小外掛)-(به انگلیسی: Kosoto gake) یکی از فنون و تکنیک‌های دستهٔ ناگه-وازا رشتهٔ ورزشی جودو است که در زیردستهٔ آشی-وازا دسته‌بندی می‌شود. 